# Ватца
Ватца — река в России, протекает по Одоевскому району Тульской области. Правый приток Упы.

## География
Образуется слиянием рек Сырая Ватца (правая составляющая) и Сухая Ватца (левая составляющая) у деревни Юшково. Течёт на юго-запад. Устье реки находится у деревни Малахово, в 23 км от устья Упы. Длина реки составляет 31 км (от истока Сырой Ватцы). Площадь водосборного бассейна — 208 км².

## Данные водного реестра
По данным государственного водного реестра России относится к Окскому бассейновому округу, водохозяйственный участок реки — Упа от истока и до устья, речной подбассейн реки — Бассейны притоков Оки до впадения Мокши. Речной бассейн реки — Ока.
Код объекта в государственном водном реестре — 09010100312110000019489.